# Toshiyuki Takano
Toshiyuki Takano (jap. 高野 紀元, Takano Toshiyuki; * 1944 in Japan) ist ein japanischer Diplomat. Von 2005 bis 2008 war er außerordentlicher und bevollmächtigter Botschafter Japans in der Bundesrepublik Deutschland. Seit 2008 hat Takahiro Shin’yo dieses Amt inne.

## Biografie
Takano schloss ein Studium an der Universität Tokio ab. Im Jahre 1967 trat er in das Außenministerium Japans ein und diente seitdem in vielfältigen Positionen im Auswärtigen Dienst. 2001 wurde er zum Junior-Minister im Außenministerium (gaimu-shingikan, Position unterhalb der Staatssekretäre) für politische Angelegenheiten (seimu tantō) ernannt. Im Zuge seiner Tätigkeit als Botschafter führte es ihn nach Singapur, Südkorea und Deutschland. Daraufhin arbeitete er als Berater des Nikkei-Unternehmens Itōchū.

## Kontroverse
Im Februar 2005 entfachte Takano eine Kontroverse, indem er öffentlich verkündete, dass die Liancourt-Felsen im Japanischen Meer „historisch und gesetzlich“ zu Japan gehören, obwohl sie unter südkoreanischer Verwaltung stehen. Beide Länder erheben bis heute Territorialansprüche auf diese Inselgruppe. 